# 戸田真衣子
戸田 真衣子（とだ まいこ、3月27日 - ）は、日本の女性声優。愛知県出身。

## 人物
青二塾東京校第20期生卒業。
2012年8月まで青二プロダクションに所属していた。
方言は名古屋弁。特技は器械体操、スキー、ゴルフ、エアロビクス。

## 出演作品

### テレビアニメ
2002年
- Kanon（1作目）（少年、通行人）
- 陸上防衛隊まおちゃん（相川郁美（整備員A））

2003年
- F-ZERO ファルコン伝説（アリアス、母親）
- クラッシュギアNitro（コロン）

2005年
- 創聖のアクエリオン（マジ、少女）

2007年
- やっとかめ探偵団（後藤六郎）

### OVA
- I'll/CKBC（男の子A）
- 宇宙交響詩メーテル 銀河鉄道999外伝（エリザベス）
- マクロス ゼロ（女A）

### 劇場アニメ
- パルムの樹

### ゲーム
- 龍が如く5 夢、叶えし者（みるく[3]）

### 吹き替え

#### 映画
- 悪魔の毒々モンスター（スイーティ）
- チアーズ!（ジェイミー）
- チョッパー・リード（シャジー）
- バッド・スパイラル 運命の罠（フェイス）
- ホワイトトラッシュ その日暮らし（スージー）
- マップ・オブ・ザ・ワールド（ロビー、オードリー）

#### アニメ
- ヨセフ物語 ～夢の力～

### ドラマCD
- ミルククラウン（鹿鳴館秋姫）